# Alboí

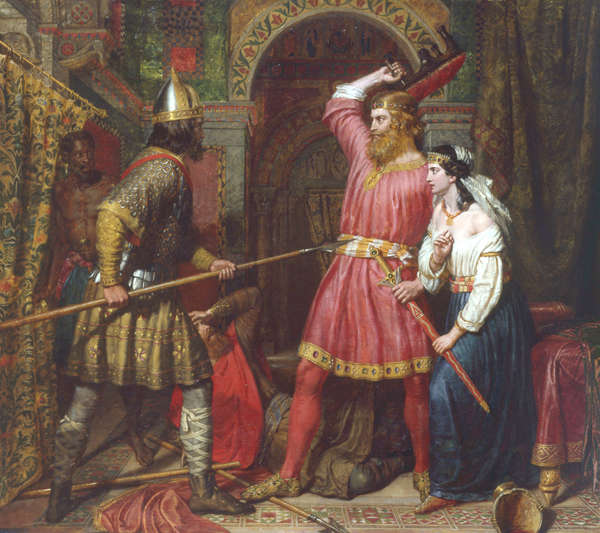
Assassinat d'Alboí, Rei dels Longobards. Pintura de Charles Landseer (1859).

Alboí (vers 530-572) va ser rei dels longobards des del 563, aproximadament, fins al 572, succeint al seu pare, Alduí.
Encara príncep havia destacat en una victòria contra els gèpides del rei Torisind, matant en combat singular a cavall el príncep Torismod, successor designat del rei Torisind. Després d'entrar al servei de l'Imperi Romà d'Orient, es va aliar amb els àvars del gran kan Bayan per anar contra els gèpides que vencé el 567 i amb aquesta derrota va acabar amb el domini gèpida sobre el Danubi. Així mateix va matar el seu vell rei Cunimon i es va casar per la força amb la filla d'aquest, la princesa Rosamunda. Alboí s'havia casat anteriorment amb Clotsinda, una princesa merovíngia, filla de Clotari I, rei dels francs, amb la que tenia una filla de nom Albsuinda.
A començament de l'any 568, potser perquè desconfiava dels àvars, potser perquè sabia de la debilitat del domini romà d'Orient a Itàlia després de la guerra amb els gots, va decidir dirigir el seu poble cap al nord d'Itàlia, acompanyat d'altres tribus, entre les quals hi havia els gèpides, saxons i àvars. Va signar un acord amb el gran kan àvar Bayan pel qual li cedia la Pannònia i Nòrica, però amb dret a retornar-hi durant dos segles.

Territoris longobards i romans d'Orient a la mort d'Alboí

Van partir del Llac Balató (a l'Hongria actual) el dilluns de Pasqua de l'any 568. Ocuparen el Friuli la primavera del 569, fent de la regió el primer ducat llombard i instal·lant-hi com a cap un nebot seu, Gisulf, amb seu a la ciutat de Cividale, capital del ducat. Des del nord-est de la península, va conquerir i repartir les seves fares per la península Itàlica: primer la fèrtil vall del Po, després tot els Alps, així com el centre de la península amb l'excepció de Ravenna i Roma, que foren dues de les poques ciutats que els romans d'Orient varen poder conservar. Alboí va instal·lar la caserna general a l'antic palau del rei Teodoric el Gran, a Verona. Milà va caure a la fi de l'estiu del 569 i Pavia capitulà després d'un llarg i penós setge de tres anys (572).
El 28 de juny del 572, Alboí va ser assassinat a Verona mentre feia la migdiada. Segons la llegenda, Rosamunda va ser la instigadora d'aquesta mort per revenja, ja que el rei l'havia obligat a beure el vi de la victòria en una copa feta amb el crani del seu pare, Cunimon. Aquesta copa es va conservar entre els reis longobards almenys fins al temps de Ratchis (744-749) segons assegura Pau el Diaca, l'historiador dels longobards al llibre Historia Langobardorum que diu haver-la vist a la cort reial de Pavia quan Ratchis la va mostrar als convidats. La seva tomba fou violada al segle viii pel duc longobard Giselpert de Verona.
Per completar el complot, Rosamunda es va aliar amb Helmichis, germanastre d'Alboí, amb el que es va casar reunint les legitimitats de longobards i gèpids; els guerrers gèpids donaven suport a Rosamunda, així com la guarnició longobarda de Verona; externament el complot era promogut per l'Imperi Romà d'Orient. Però la conspiració va fracassar perquè la majoria dels longobards es va oposar al crim i la guarnició de Ticinum va proclamar rei el duc Clef. Helmichis alarmat, va fugir a Ravenna amb la seva dona, les seves tropes, el tresor, i la filla d'Alboí, Albsuinda. A Ravenna els dos amants es van barallar i es van matar entre si; el romà d'Orient Longí va enviar Albsuinda a Constantinoble amb el tresor. Clef va ser reconegut rei, però el seu regnat fou efímer.